# Ecdyonurus aurantiacus
Espèce
Ecdyonurus aurantiacus est une espèce d'insectes de l'ordre des éphéméroptères. L'espèce a été décrite sous le protonyme Baetis aurantiacus par Hermann Burmeister, et le taxon Baetis fluminum décrit par François-Jules Pictet de la Rive est considéré être un synonyme.

## Localisation
Ecdyonurus aurantiacus se trouve essentiellement en Espagne, et dans quelques rivières à cours lent de l'Est de la France.

## Caractéristiques physiques
- Nymphe : de 8 à 13 mm pour le corps
- Imago :
  - Corps : de 8 à 13 mm
  - Cerques : ♂ 20 à 25 mm, ♀ 18 à 20 mm
  - Ailes : de 7 à 12 mm

## Éclosion
Essentiellement en juillet et août, avec quelques rares éclosions jusqu'à mi-septembre.